# Emiliano Zapata, Tamazunchale
Emiliano Zapata är en ort i Mexiko.   Den ligger i kommunen Tamazunchale och delstaten San Luis Potosí, i den sydöstra delen av landet, 200 km norr om huvudstaden Mexico City. Emiliano Zapata ligger 712 meter över havet och antalet invånare är 187.
Terrängen runt Emiliano Zapata är kuperad åt sydost, men åt nordväst är den bergig. Runt Emiliano Zapata är det ganska tätbefolkat, med 60 invånare per kvadratkilometer. Närmaste större samhälle är Tamazunchale, 11,2 km nordost om Emiliano Zapata. I omgivningarna runt Emiliano Zapata växer i huvudsak städsegrön lövskog.